# Most Luoyang
Most Luoyang (chiń. upr. 洛阳桥; pinyin Luòyáng Qiáo) – kamienny most konstrukcji megalitycznej nad rzeką Luoyang w mieście Quanzhou, w prowincji Fujian, ChRL, jeden z najstarszych i najsławniejszych mostów w Chinach.
Niezwykle długie (ponad 1200 m) i szerokie (ok. 20 m) mosty o megalitycznej (pojedyncze bloki o wadze rzędu 200 ton) konstrukcji były „specjalnością” Fujianu. Nie zachowały się nazwiska budowniczych (przypuszczalnie istniała tam szkoła budowy takich mostów). Architektonicznie były to proste konstrukcje złożone z poziomej belki na podporach, ale ich konstrukcja była bardzo wymagająca z inżynieryjnego punktu widzenia. Kamienne belki tworzące przęsła przenosiły zarówno ciężar własny, jak i osób i wozów przemieszczających się po nich – ponieważ kamień miał ograniczoną wytrzymałość, zbyt długa belka załamałaby się pod własnym ciężarem. Ze względu na wytrzymałość materiału maksymalna długość granitowej belki wynosiła ok. 22 m i takie właśnie są najdłuższe przęsła fujiańskich mostów. Innym wyzwaniem był ciężar konstrukcji (długie, grube i szerokie bloki mogły ważyć ponad 100 ton), co wymagało niezmiernie solidnych fundamentów, wznoszonych na odsłoniętym i osuszonym dnie rzeki. W późniejszych czasach, gdy sztuka budowy tych mostów podupadła, jedyną metodą naprawy uszkodzonego mostu było wstawienie dodatkowego filaru między dwoma istniejącymi i zastąpienie jednego, długiego przęsła dwoma krótszymi.
Jednym z zachowanych mostów w tym stylu jest zbudowany w XI w. most Luoyang nad rzeką o tej samej nazwie, na północ od miasta Quanzhou. Za jego budowę odpowiedzialny był Cai Xiang (蔡襄, 1012–1067), prefekt w prowincji Fujian. Pozostawił on opis jego budowy (chiń. upr. 万安桥记; pinyin Wàn’ān jì, dosł. Zapiski o moście Wan’an).
Z budową mostu wiąże się legenda: za czasów cesarza Zhenzonga ciężarna kobieta z Fujianu płynęła promem przez rzekę, gdy nagle złe duchy wszczęły sztorm – ale gdy tylko fale zakołysały łodzią, głos z nieba rzekł: „W tej łodzi jest uczony Cai, niech duchy okażą mu szacunek!” i natychmiast wody się uspokoiły. Ponieważ jedynym pasażerem o tym nazwisku była owa kobieta, przyrzekła, że jeśli urodzi syna, zobowiąże go do budowy mostu przez rzekę. Gdy wiele lat później, około 1035, jej syn rzeczywiście został uczonym, matka opowiedziała mu tę historię, a on, jako posłuszny syn obiecał, że wypełni jej przyrzeczenie. Jednak zgodnie z chińskim prawem antykorupcyjnym, nie mógł zostać urzędnikiem w Fujianie, który był jego rodową prowincją. By umożliwić mu wypełnienie złożonej matce obietnicy, jego przyjaciel, naczelny eunuch cesarski, obmyślił fortel. Wiedząc, że cesarz będzie spacerował po parku, wymieszał wodę z miodem i takim „atramentem” napisał na liściu banana: „Cai Xiang winien zostać gubernatorem Quanzhou”. Zwabione słodyczą mrówki zgromadziły się na liściu, a jedząc miód, stworzyły – ku zdumieniu przechodzącego cesarza – napis. Władca uznając to za omen, niezwłocznie sporządził stosowny edykt.
Najwcześniejsze dokumenty dotyczące budowy mostu pochodzą z 1041 roku, kiedy Li Kuan i Chen Chong zbudowali kamienne przyczółki i most pontonowy. 12 lat później mnich Zongyi, oraz Wang Shi i Lu Xi podjęli się budowy mostu z wielkich bloków kamiennych, ale nie byli go w stanie dokończyć. Prefekt Cai Xiang wsparł konstrukcję, mobilizując dostępne mu zasoby; niewykluczone, że on sam lub któryś z jego asystentów, wśród których byli Xu Zhong oraz mnisi Yi Bo i Zong Shan posiadali niezbędną wiedzę do ukończenia przedsięwzięcia.
Most jest konstrukcji kamiennej, z przęsłami w postaci wielkich kamiennych bloków ułożonych płasko na filarach. Pierwotnie przęseł było 47, obecnie jest ich 121; najdłuższe ma ok. 13 m rozpiętości. Całość konstrukcji jest długa na 1100 m, szeroka na 4,6 m. Najcięższy z bloków kamiennych użytych do budowy mostu waży ok. 150 ton. Most okazał się nadzwyczaj wytrzymały na częste w okolicy katastrofy naturalne: z 52 trzęsień ziemi zanotowanych między 1290 a 1766 roku, tylko jedno zdołało go uszkodzić; podobnie, raz uszkodził go tajfun (z 409 zanotowanych między 1343 a 1752), a trzy razy powodzie (z 57, które wystąpiły między 1066 a 1760). Z powodu tych zniszczeń poważnych napraw dokonywano w roku 1138 (po huraganie); w 1408 przebudowano go po trzęsieniu ziemi, huraganie i powodzi; w 1426 wymagał podniesienia dla zabezpieczenia przed pływami; w 1453 – naprawiono zerwane przęsło; w 1567; w 1607 (po wielkim trzęsieniu ziemi); kolejne remonty miały miejsce w latach 1681, 1730 i 1860. Uległ poważnym uszkodzeniom w czasie wojny chińsko-japońskiej i wojny domowej.

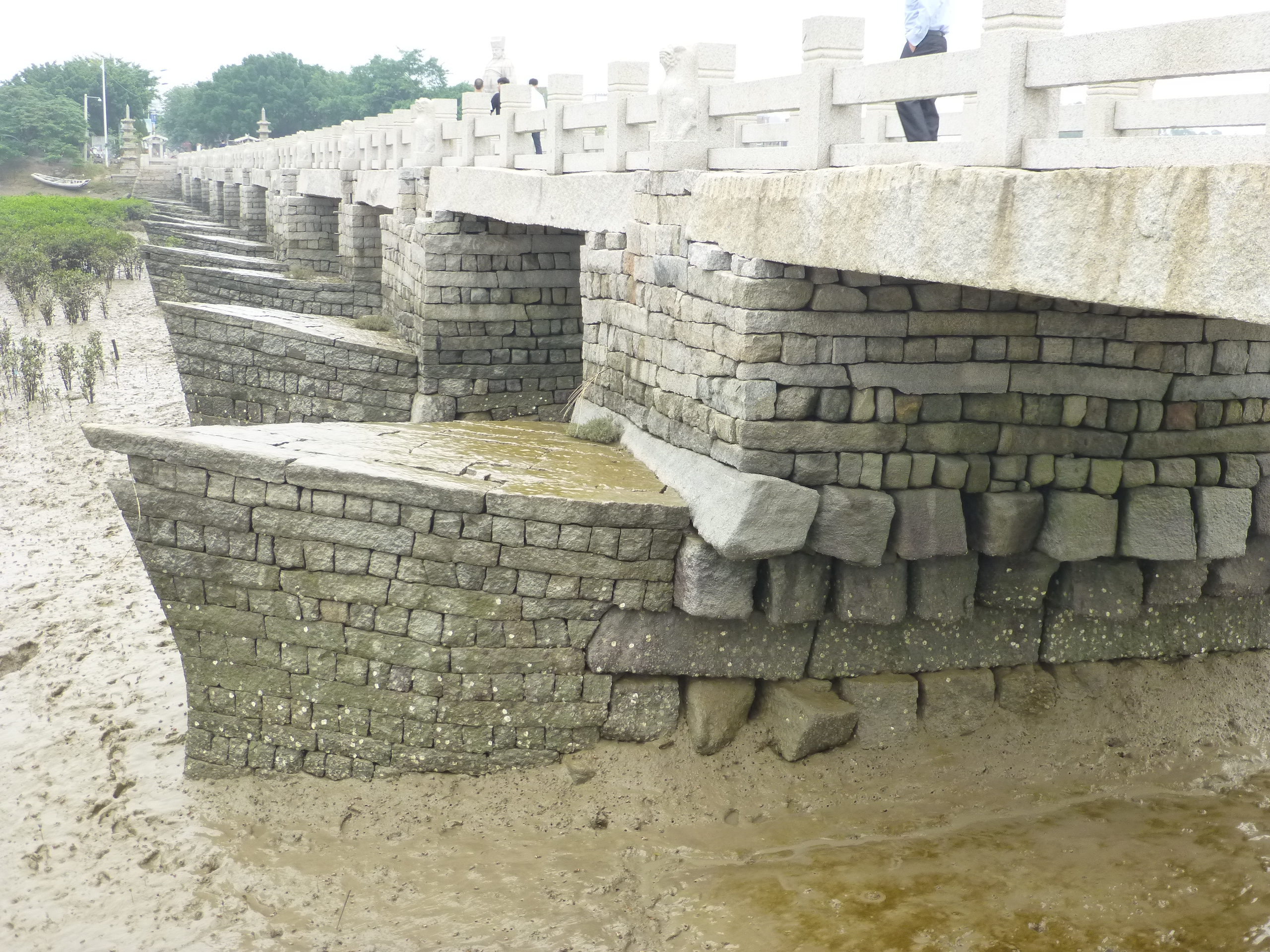
Konstrukcja filarów mostu, zabezpieczająca przed naporem wody
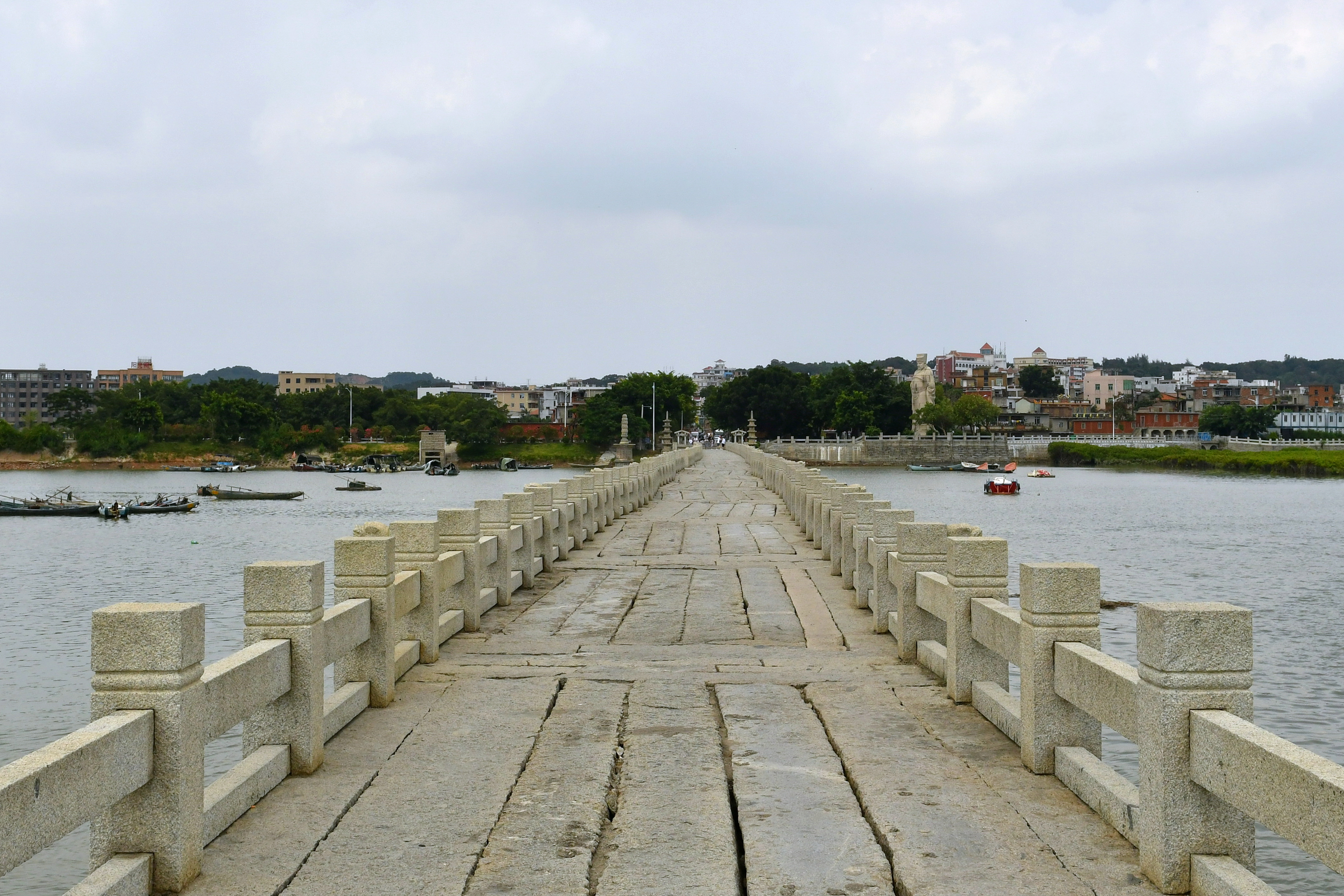
Widoczna konstrukcja przęseł, z wielkich bloków kamiennych
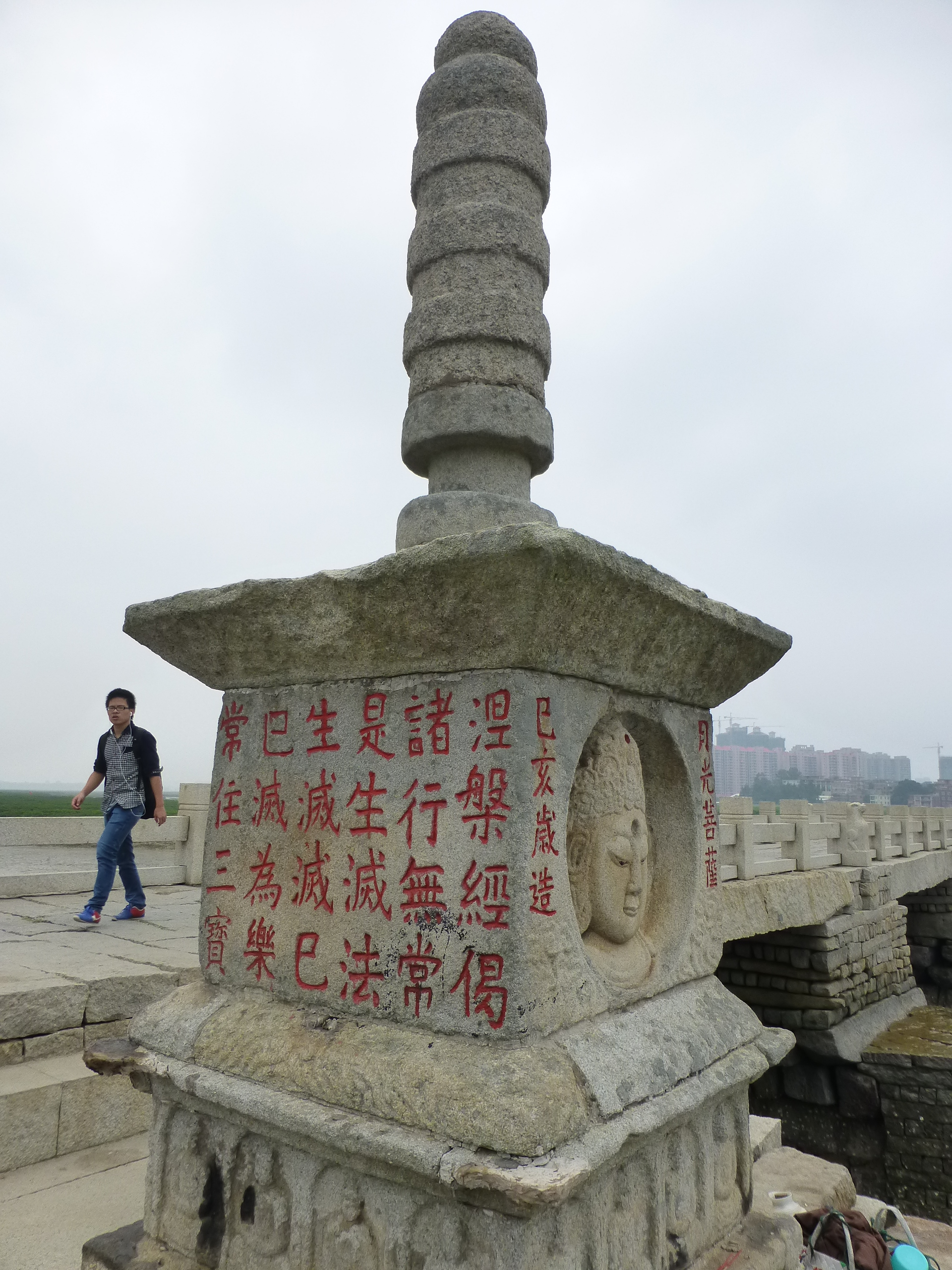
Stupa na moście
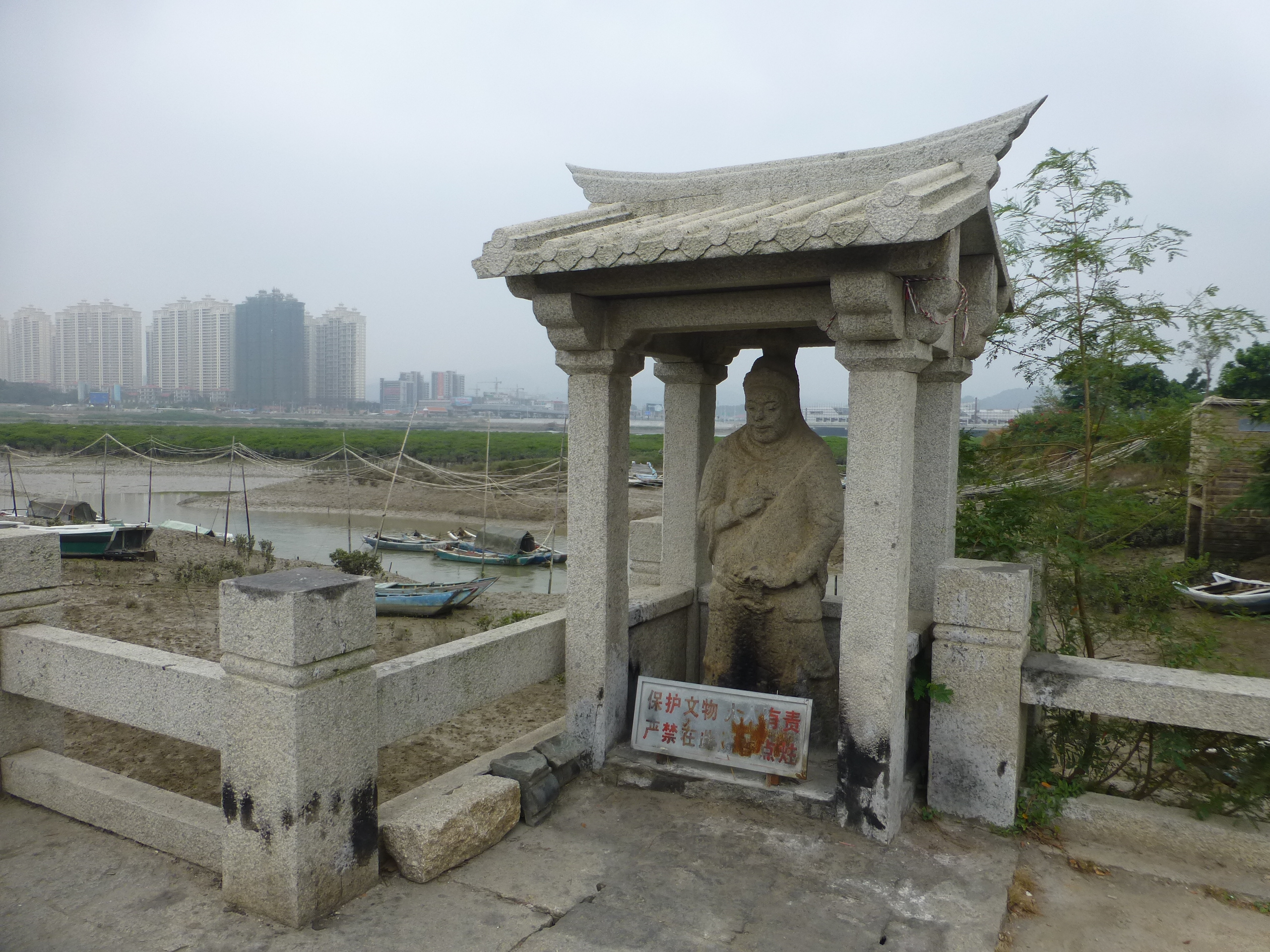
Kapliczka przy wejściu na most
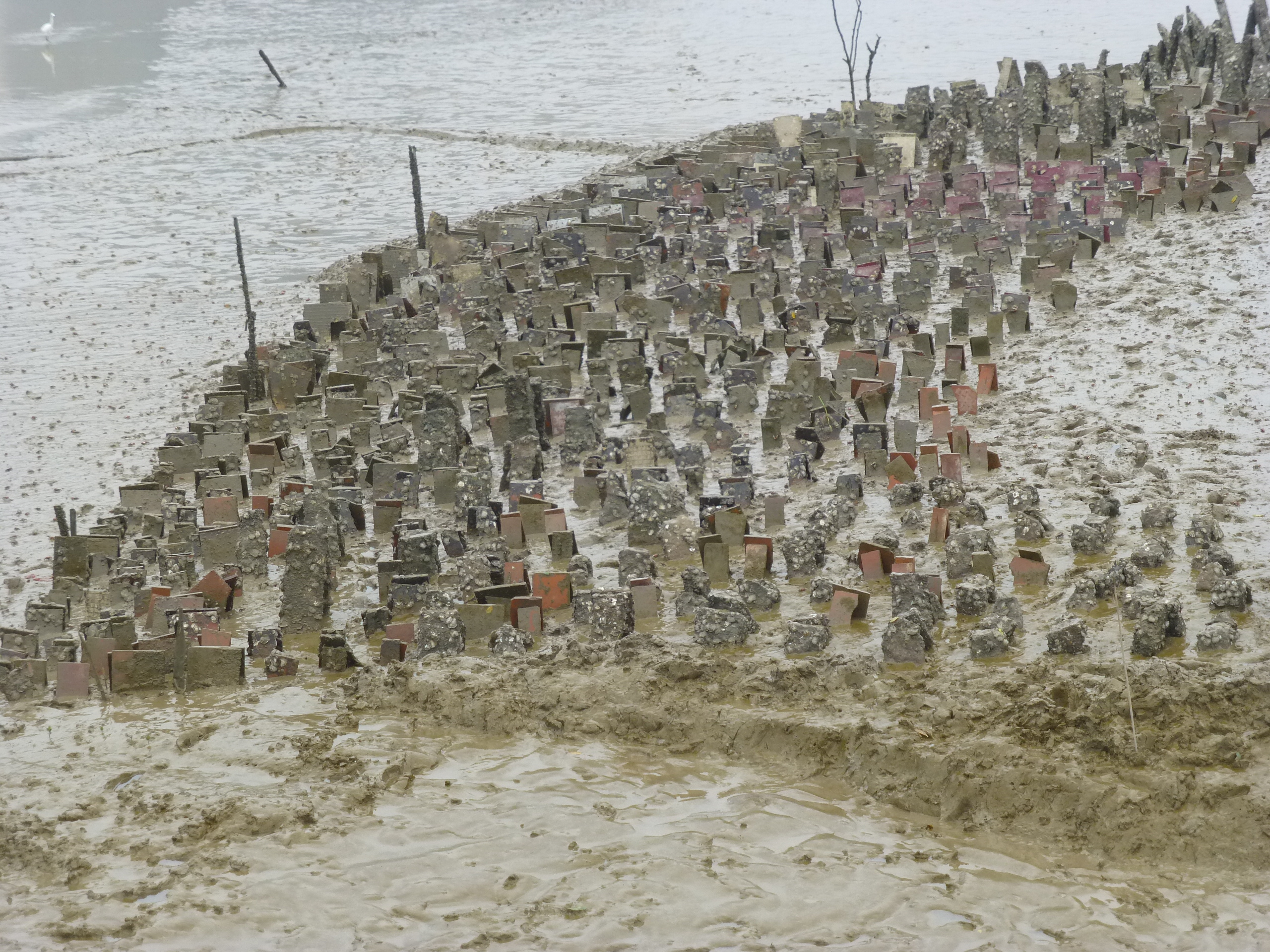
Hodowla ostryg koło mostu